# The Unusuals
The Unusuals ist eine US-amerikanische Dramedy-Fernsehserie, die von Sony Pictures Television produziert und erstmals 2009 auf dem Sender ABC ausgestrahlt wurde. Beworben wurde sie von ABC als „moderne Version von M*A*S*H“, welche die „Dramaturgie und Comedy der New Yorker Kriminalpolizei – jeder hat schließlich etwas zu verbergen – ergründet“.

## Darsteller
Die Serie wurde bei der Scalamedia in München vertont. Benedikt Rabanus schrieb die Dialogbücher und führte die Dialogregie.
| Rolle                      | Schauspieler          | Synchronsprecher   |
| -------------------------- | --------------------- | ------------------ |
| Detective Casey Shraeger   | Amber Tamblyn         | Stephanie Kellner  |
| Detective Jason Walsh      | Jeremy Renner         | Alexander Brem     |
| Detective Eric Delahoy     | Adam Goldberg         | Stefan Günther     |
| Detective Leo Banks        | Harold Perrineau, Jr. | Oliver Mink        |
| Detective Eddie Alvarez    | Kai Lennox            | Martin Halm        |
| Detective Henry Cole       | Joshua Close          | Marc Stachel       |
| Detective Allison Beaumont | Monique Curnen        | Kathrin Gaube      |
| Sergeant Harvey Brown      | Terry Kinney          | Hans-Georg Panczak |

## Produktion und Ausstrahlung
Die Pilotfolge und die zweite Episode wurden von Noah Hawley geschrieben, einem ehemaligen Drehbuchautor und Produzenten der Erfolgsserie Bones – Die Knochenjägerin. Die einzige Staffel umfasst zehn Episoden und wurde erstmals vom 8. April bis zum 17. Juni 2009 ausgestrahlt. Im Mai 2009 gab Noah Hawley über Twitter bekannt, dass keine Fortsetzung produziert werden würde.
Im deutschsprachigen Raum wurde die Serie zuerst 2013 in Österreich auf ORF eins gesendet. Es folgte eine Ausstrahlung im April und Mai 2015 auf ProSieben Fun.

## Episodenliste
| Nr. (ges.) | Nr. (St.) | Deutscher Titel           | Originaltitel    | Erstausstrahlung USA | Deutschsprachige Erstausstrahlung (A) | Zuschauer (USA) |
| ---------- | --------- | ------------------------- | ---------------- | -------------------- | ------------------------------------- | --------------- |
| 1          | 1         | Aus gutem Hause           | Pilot            | 8. Apr. 2009         | 3. März 2013                          | 6,83 Mio.       |
| 2          | 2         | Im Zeichen der Zwiebel    | Boorland Day     | 15. Apr. 2009        | 10. März 2013                         | 6,01 Mio.       |
| 3          | 3         | Alles für den Mörder      | One Man Band     | 21. Apr. 2009        | 17. März 2013                         | 6,33 Mio.       |
| 4          | 4         | Mister Belzers Wanderung  | Crime Slut       | 22. Apr. 2009        | 25. März 2013                         | 4,97 Mio.       |
| 5          | 5         | Zweiundvierzig            | 42               | 29. Apr. 2009        | 7. Apr. 2013                          | 5,08 Mio.       |
| 6          | 6         | Filmriss                  | The Circle Line  | 6. Mai 2009          | 7. Apr. 2013                          | 4,63 Mio.       |
| 7          | 7         | Kleinvieh macht auch Mist | The Tape Delay   | 27. Mai 2009         | 14. Apr. 2013                         | 3,91 Mio.       |
| 8          | 8         | Yoga Girl                 | The Dentist      | 3. Juni 2009         | 14. Apr. 2013                         | 2,94 Mio.       |
| 9          | 9         | Nackt in New York         | The Apology Line | 10. Juni 2009        | 21. Apr. 2013                         | 4,67 Mio.       |
| 10         | 10        | Margot ist tot            | E.I.D.           | 17. Juni 2009        | 21. Apr. 2013                         | 3,91 Mio.       |